# Of the Standard of Taste
Of the Standard of Taste ist ein Essay des schottischen Philosophen David Hume über die Möglichkeit und die Art eines allgemeinen Maßstabs für Geschmacksurteile auf dem Gebiet der Kunst.

## Inhalt
Die großen Unterschiede auf dem Gebiet des Geschmacksempfindens, etwa bei der Literatur, lassen die Frage aufkommen, ob es einen Standard gibt, der die Bewertung zwischen widerstreitenden Empfindungen ermöglicht.
Dieser Standard kann, so Hume, aus der Beobachtung dessen gewonnen werden, was zeit- und kulturunabhängig als angenehm empfunden wird. Hume geht weiterhin davon aus, dass bei korrekter Arbeitsweise der Fähigkeiten des Geistes dieselben Objekte stets dieselben Empfindungen auslösen. 
Der Hauptgrund der in der Realität zu beobachtenden Geschmacksunterschiede ist die Tatsache, dass es zahlreiche Faktoren gibt, die das fehlerfreie Arbeiten dieser Fähigkeiten stören, etwa fehlende Feinheit der Empfindung oder Vorurteile seitens des Rezipienten. 
Das Wesen des guten Kritikers besteht darin, durch starken Sinn, feine Empfindung, Erfahrung auf dem Gebiet, die Kenntnis vergleichbarer Werke und Vorurteilsfreiheit einen von diesen Fehlern ungestört arbeitenden Geist zu haben.
Der Standard des Geschmacks wird von Hume als das einhellige Urteil solcher guten Kritiker definiert: „[…] and the joint verdict of such [critics], wherever they are to be found, is the true standard of taste and beauty“. Mittels dieses Maßstabs ist Bewertung verschiedener Geschmacksempfindungen möglich. 
Trotz des Standards bleiben unüberwindliche aber akzeptable Unterschiede. Diese haben zwei Quellen: Unterschiede in der Person und Unterschiede in der Kultur. Diese Akzeptanz findet aber in moralischen Fragen, wenn etwa Abscheuliches als gut dargestellt wird, ihre Grenzen.

## Entstehung und Publikation
Of the Standard of Taste entstand zunächst in erster Linie, um die Veröffentlichung der „Four Dissertations“ (1757) zu ermöglichen, eines Essaybandes, der nach Entfernung der ursprünglich vorgesehenen Essays „Vom Selbstmord“ (engl.: „Of Suicide“) und „Von der Unsterblichkeit der Seele“ (engl.: „Of the Immortality of the Soul“) zu schmal geworden war. Die publizierte Ausgabe enthielt folgende Essays: „The Natural History of Religion“, „Of the Passions“, „Of Tragedy“ sowie „Of the Standard of Taste“. Unter dem Titel „Four Dissertations And Essays on Suicide & the Immortality of the Soul“ wurden die vier Abhandlungen zuzüglich der beiden ursprünglich vorgesehenen 2001 publiziert.